# 豊島 (香川県)

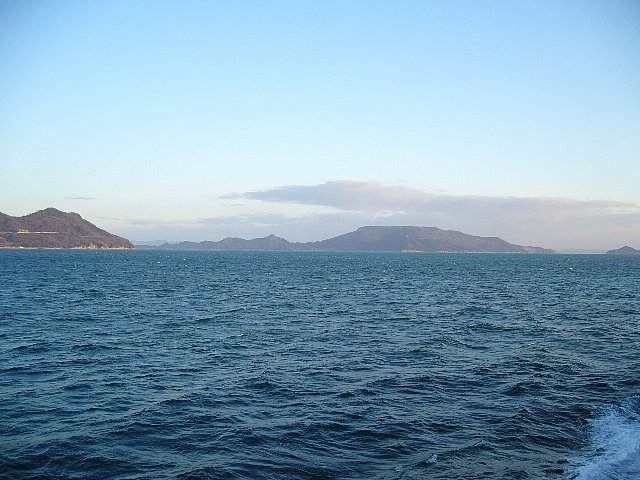
南から望む豊島、左手前は男木島

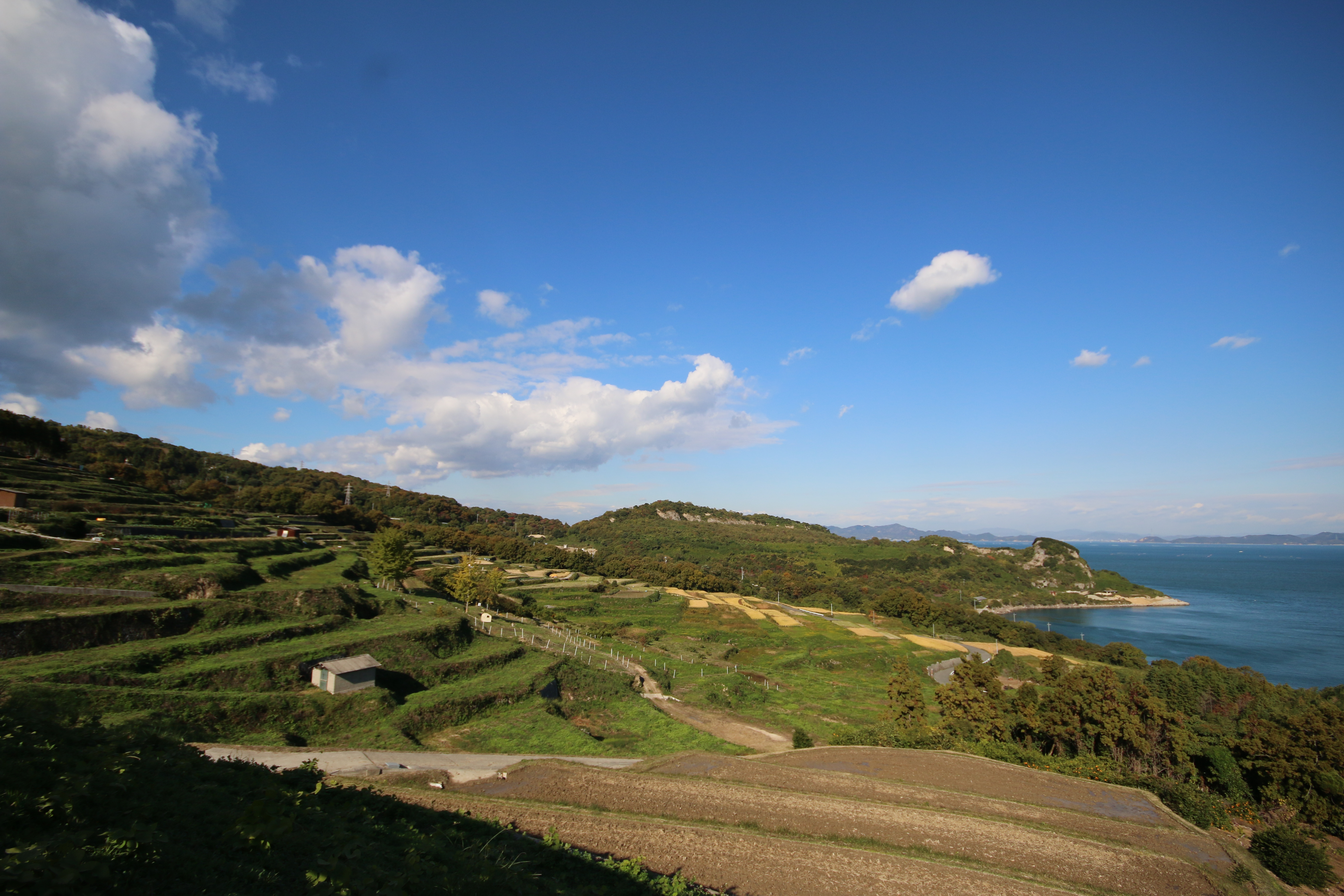
唐櫃棚田

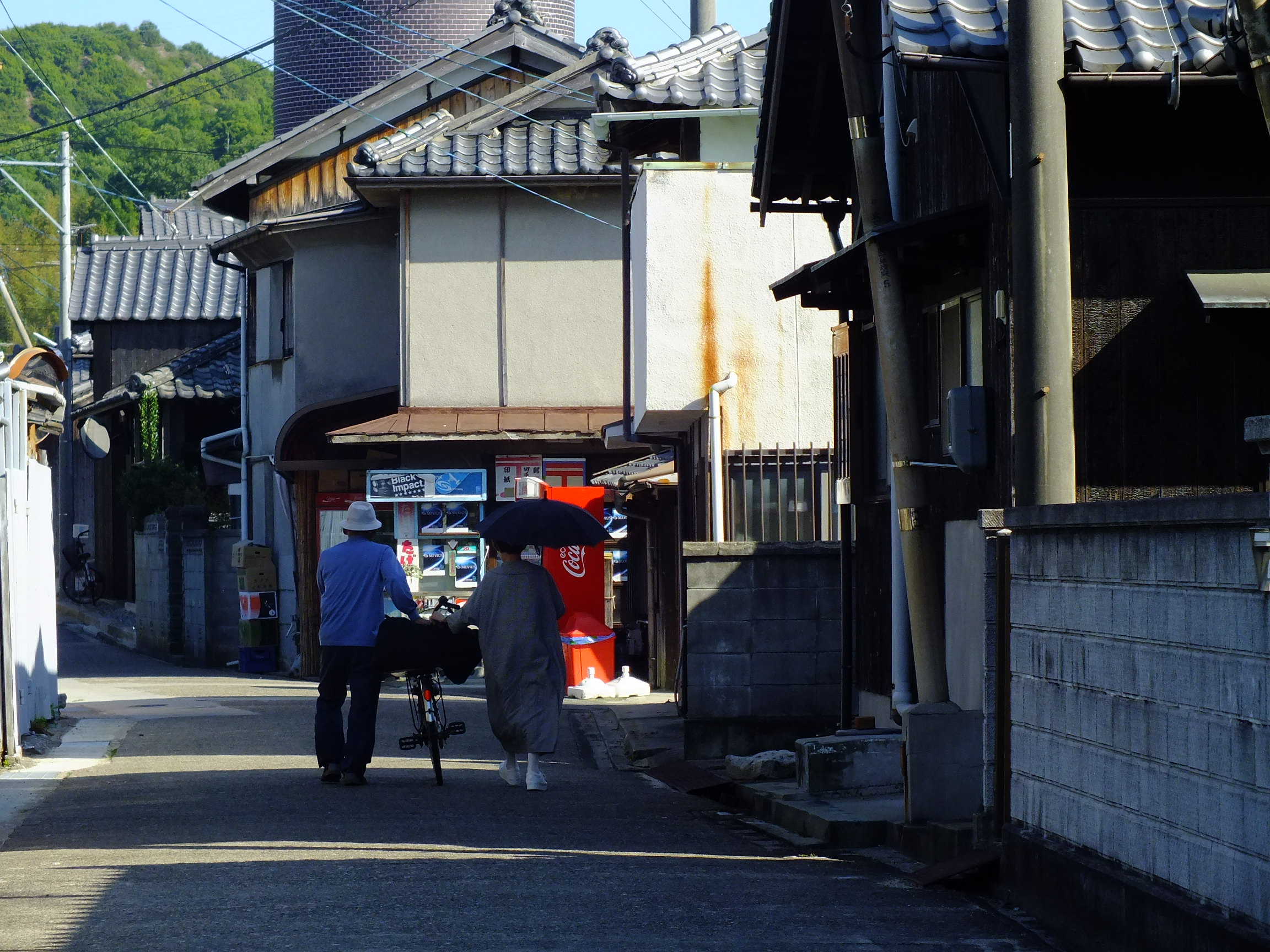
家浦の街並み

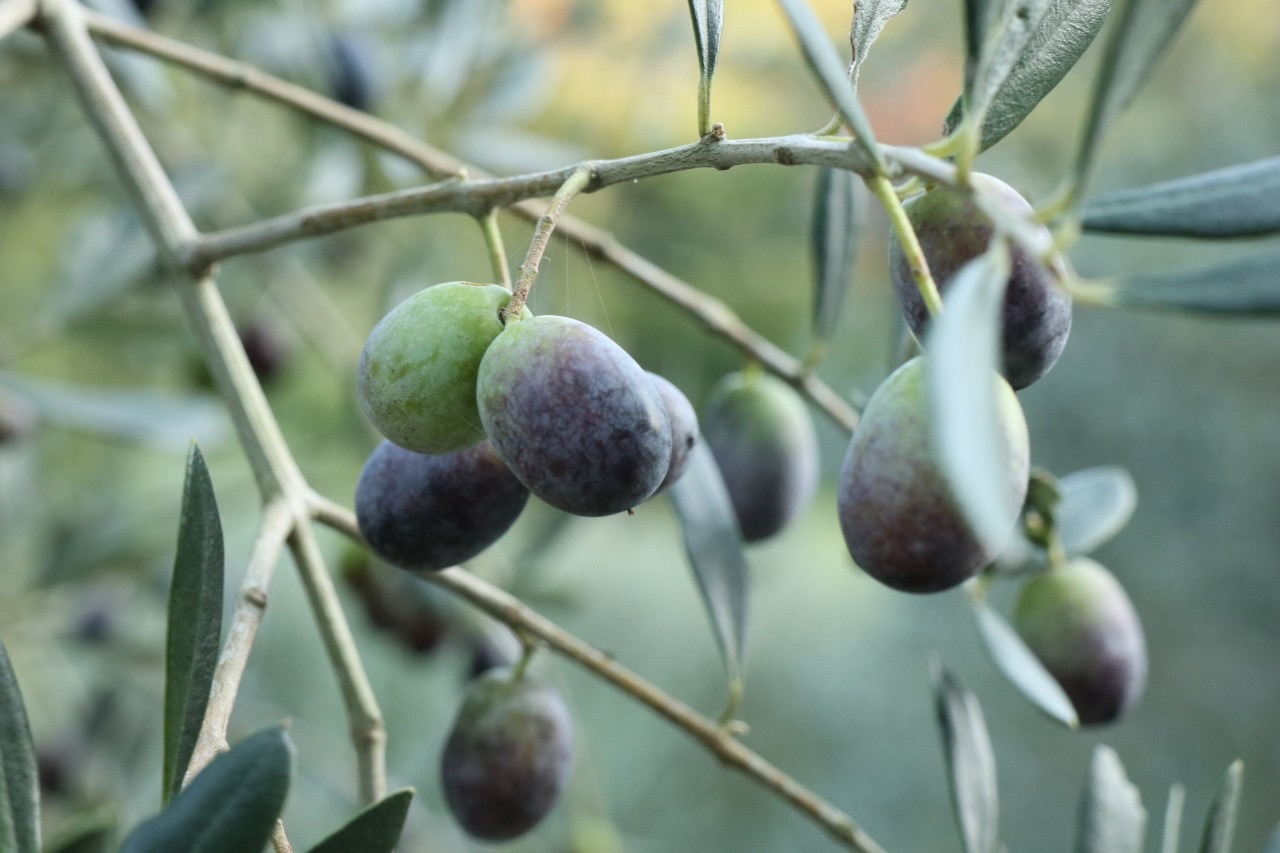
オリーブ畑が数多く点在（11月撮影）

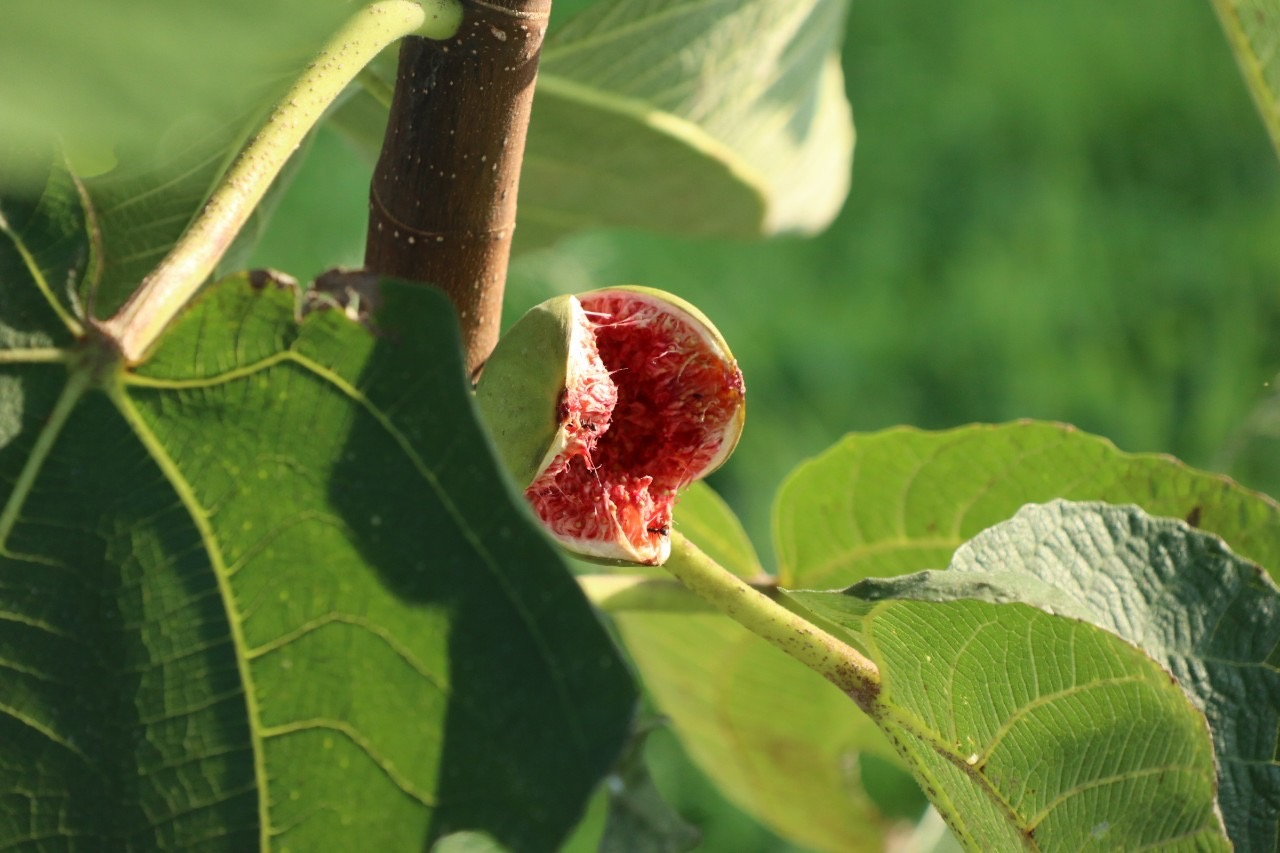
無花果も各所で実る（11月撮影）

豊島（てしま）は　瀬戸内海の東部、小豆島の西方3.7kmに位置する島。直島諸島に属す。
行政区分は香川県小豆郡土庄町に属し、島内の大字には豊島家浦（）、豊島唐櫃（）、豊島甲生（）の3つがある。国勢調査によると豊島の人口は、867人(2015年)、1,018人(2010年)、1,141人(2005年)、1,327人(2000年)、1,471人(1995年)と緩やかに過疎化傾向となっている。

## 概要
瀬戸内海の島々のなかでも標高340mもの高い壇山があるため湧水が豊富にあり、棚田が広がり稲作が盛んである島、かつママカリ等の豊富な漁場が近くにあった事から豊かな島「豊島」と名付けられる由来となった。第二次世界大戦後間もない頃までは乳牛が飼われており、また乳児院があったことから「ミルクの島」と呼ばれていた。次いで特別養護老人ホーム、知的障害者更正施設等が作られたことから「福祉の島」と呼ばれ、さらに産廃業者による不法投棄が問題となった後には「ゴミの島」と呼ばれるようにもなった（「#豊島事件（産廃不法投棄）」で詳述）。近年では、不法投棄問題の解決に向けた動きが進む一方で、「瀬戸内国際芸術祭」の会場となり、島内でアート作品が造られたことから「アートの島」と呼ばれることが増えている。
島の西、東、南に集落があり、かつては稲作、ミカン栽培、酪農などの第一次産業が中心の島であった。ノリやハマチの養殖も行われ、「豊島石」と呼ばれる石材も採取される。いずれの第一次産業も衰退傾向にあり、平成22年（2010年）の国勢調査では第一次産業従事者は19.8％、第二次産業従事者は19.5％、第三次産業従事者は60.3%となっている。高齢者率は、2015年（平成27年）時点で50.3%を超えている。　
香川県では唯一の乳児院（いわゆる孤児院）である「豊島神愛館」(出典によっては「親愛館」）が1947年に設置されていたが、老朽化により2015年に坂出市に移転し、「かがわ子ども・子育て支援センター」に統合された（跡地は、ゲストハウス「mamma」として活用されている）。現在は、特別養護老人ホームを運営している「ナオミ荘」、知的障害者更生施設、知的障害者地域生活援助（グループホーム）、知的障害者短期入所を運営している「みくに園」がある。　
1975年以降、豊島総合観光開発が起こした国内最大級の産業廃棄物投棄事件、いわゆる「豊島事件」は2020年代の現在に至るまで半世紀も島民を悩ませている。不法投棄および産業廃棄物の野焼きが終わったのが1990年、産業廃棄物と汚染土の総計91万3000トンの搬出完了が2019年、汚染水浄化装置の稼働終了予定は2023年3月で、その後も監視が続く予定である。
2010年瀬戸内国際芸術祭の会場に選定され、直島に次いで2番目に来場者数の多い人気の「アートの島」となった。以降、レストランやホテルなどアートの島として観光客がかつてないほど訪問し、関連施設が増え、島に賑わいをもたらしている。
2019年には、芸能事務所・アミューズが2700坪程の保養所・研修所を建設した。

## 地理と自然

### 檀山
標高340m。壇山は瀬戸内海に浮かぶ豊島にある山。 豊島は大綿津見神（海神）豊玉彦を祀る島で、壇山の「壇」とは神を祀り儀式を行う場所であった。島のほぼ中央に位置し、頂上からは瀬戸内の島々を一望できる。天気の良い日であれば、瀬戸大橋や淡路島も見ることができる。山頂付近には樹齢100年から250年前後と見られるスダジイの群生林が見られ、麓にはクヌギ林が広がっている。ごく最近まで人の手が入っていたようで、里山の様相を呈する。

#### 家浦地区（いえうらちく）
岡山県玉野市に近い港がある地区である。家浦浜、家浦岡、硯エリアに分けることもある。

#### 唐櫃浜地区（からとはまちく）
香川県小豆島土庄港、および小豊島に近い港がある地区である。

#### 唐櫃岡地区（からとおかちく）
唐櫃浜地区から直線で300m岡に上がった、棚田が広がり、豊島美術館のある地区である。

#### 甲生地区（こうちく）
瀬戸内海の海道に面した港があり、材木商で栄えた片山邸がある地区である。

#### 神子が浜集落（みこがはましゅうらく）
戦前戦中に、キリスト教社会運動家賀川豊彦によって作られた結核の療養所サナトリウムおよび教会があった集落である。2010年アモーレテシマリゾートがオープンしたものの、経営者も変わり現在は閉所している。消滅集落となっている。

#### 壇山集落（だんやましゅうらく）
戦後開拓団によって開墾された集落である。現在は消滅集落となっている。

### 唐櫃の清水
唐櫃岡（からとおか）地区にわき出る湧水。喉の渇きを覚えた弘法大師（空海）が杖で地面を掘ったところ、清水がわき出たとの伝承がある。古くから地区住民の生活・交流の場として用いられてきた。
壇山の麓に広がるクヌギ林が豊かな水を涵養していると見られ、河川、ため池、水路などの水面面積は他の離島より多く、瀬戸内海では唯一、米を島外に出荷できたほどであった。

## 遺跡
- 白崎古墳群
- 唐川古墳群
- 唐櫃八幡古墳群
- 爾霊山古墳群
- 栄山浜遺跡
- 礼田崎貝塚：島の南端礼田崎にある。西日本では最も古い部類の貝塚。およそ9,000年前のものであることが確認された。
- 甲生御殿山遺跡
- 三対神社遺跡
- 神子ケ浜遺跡
- 柚の浜遺跡
- 中玉浜複合遺跡
- 水ヶ浦遺跡・横引ヶ浜遺跡：島の西端に位置する、縄文時代末期から弥生時代にかけての遺跡。住居跡らしき形跡や出土品があったが、後述する産廃の不法投棄事件の折、事業者によって破壊された。

## 産業

### 豊島石
「豊島石」という石材を産出する。塩基性角礫凝灰岩。耐火性に優れ、多くは生活用品に加工された。また苔が付きやすい特性のために、灯籠などの石材にも重用された。『豊島村史』によれば平安時代末期からおよそ1,000年にわたって石の採掘が行われていたという。

### 第一次産業
水資源に恵まれ、自給して余るほどの農産物が生産されていた。農作物は、イチゴの他に、棚田米、ミカン、レモン、オリーブ農園が多く見られる。また早くから酪農も行われていた。漁業は島の周辺にはママカリの良い漁場として知られており、瀬戸内の潤沢な漁場に恵まれて漁業も盛んで、文字通りの「豊かな島」であったが、過疎化と高齢化の煽りを受け、いずれの産業も不振に見舞われている。近年、イチゴの生産は盛んになっている。

### 第二次産業
建設業、石の採掘、加工などが該当する。古くは室町時代から「豊島千軒、石工千人」といわれるほど石材の採掘加工が盛んで、灯籠や茶室の炉などの細工物が豊島石として各地に送り出されていた。

### 第三次産業
従来からあった商店に加え、2010年に開催された瀬戸内国際芸術祭以降、ホテル、民宿、ゲストハウス、民泊、カフェ、レストラン、レンタルサイクル、観光案内、物産販売、観光ガイドなど観光サービスに従事する割合が多くなっており、豊島の活性化に寄与している。

## 教育と福祉
- 土庄町立豊島小学校
- 土庄町立豊島中学校
- 小豆島中央病院豊島健康センター
- 特別養護老人ホーム「ナオミ荘」[13]
- 知的障害者更生施設「みくに園」[14]

## 過去にあった教育・福祉施設
- 乳児院「神愛館」[15]（1947年～2015年）- キリスト教社会運動家の賀川豊彦によって、第二次世界大戦前のサナトリウム跡を利用して設立された乳児院。2015年以降は坂出市内に移転した。また神愛館跡地はゲストハウスとして利用されている。
- 農民福音学校[16] （1947年～1982年）- 賀川豊彦によって設立された農民学校で、セツルメント論に基づく教育が行われ、今日の大学レベルの農学が教えられていた。現在は閉所しているものの、定期的に集まりが開催されている。

## 交通

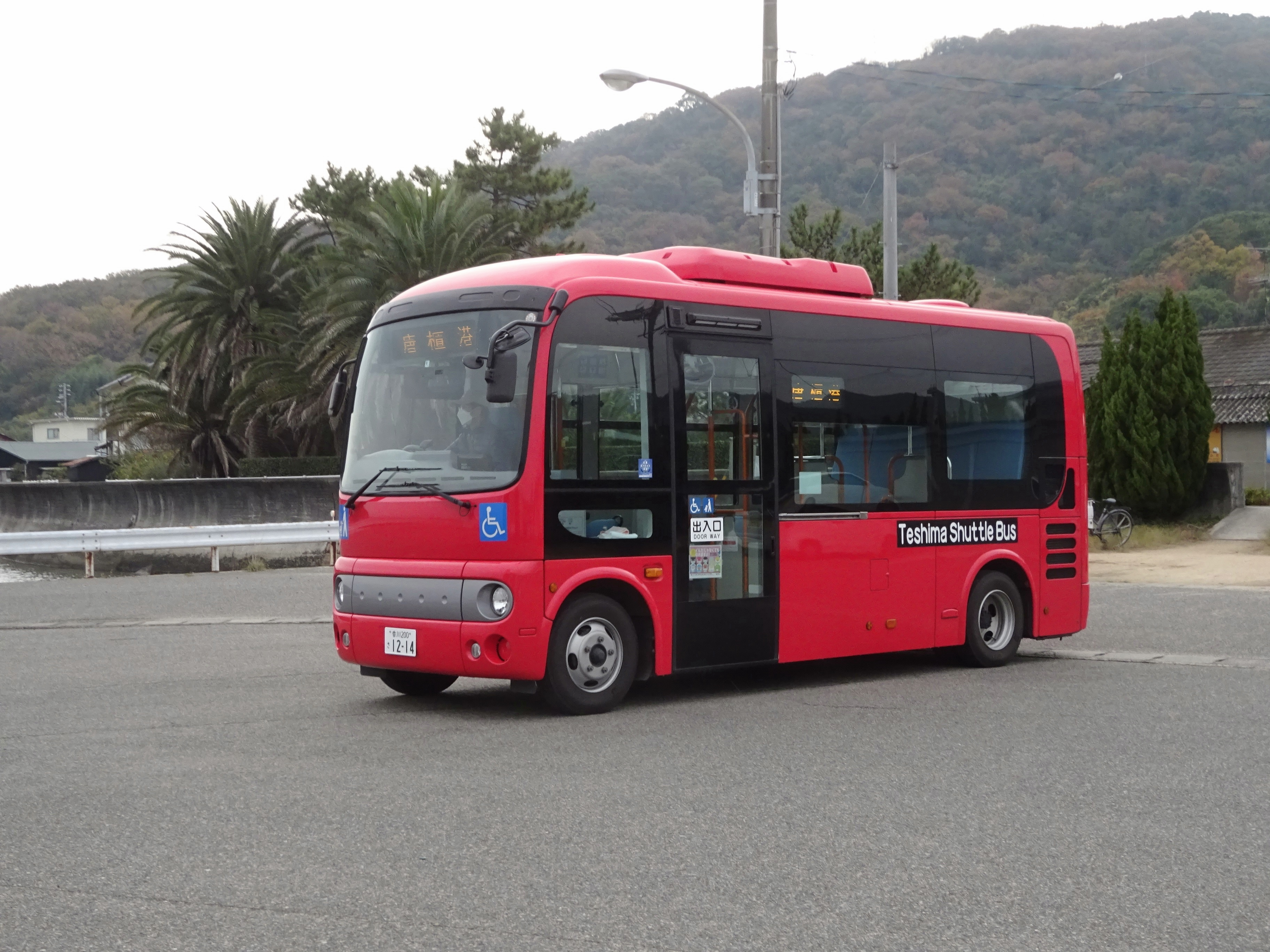
豊島シャトルバスの車両

島内に空港・鉄道路線は存在せず、公共交通機関は、島外との連絡手段である船舶と、島内の移動手段であるバスのみである。

### 船舶
- 小豆島豊島フェリー
  - 北岸にある豊島の中心地の家浦（いえうら）港と、北東岸の唐櫃（からと）港にフェリー乗り場がある。宇野港から、家浦港・唐櫃港に寄港し、土庄港とを結ぶ旅客フェリー1隻と旅客船1隻を運航する。
- 豊島フェリー[17]
  - 家浦港と高松港を結ぶ不定期旅客フェリーと、定期高速船を運航する。
- 四国汽船
  - 家浦港と直島（宮浦港）・犬島を結ぶ高速船を運航する（休航日あり）。

### バス
- 豊島シャトルバス
  - 土庄町が島内で運行するコミュニティバス（町営バス）。詳細は当該記事を参照。
  - 瀬戸内国際芸術祭の会期中はシャトルバスが増便されるが、専用車両は1台しかないため、その際は小豆島交通[18]の貸切バスを使用する。

## 観光・名所・名産
- 宮の浜海水浴場
- 王子ケ浜海水浴場
- 神子浜海水浴場

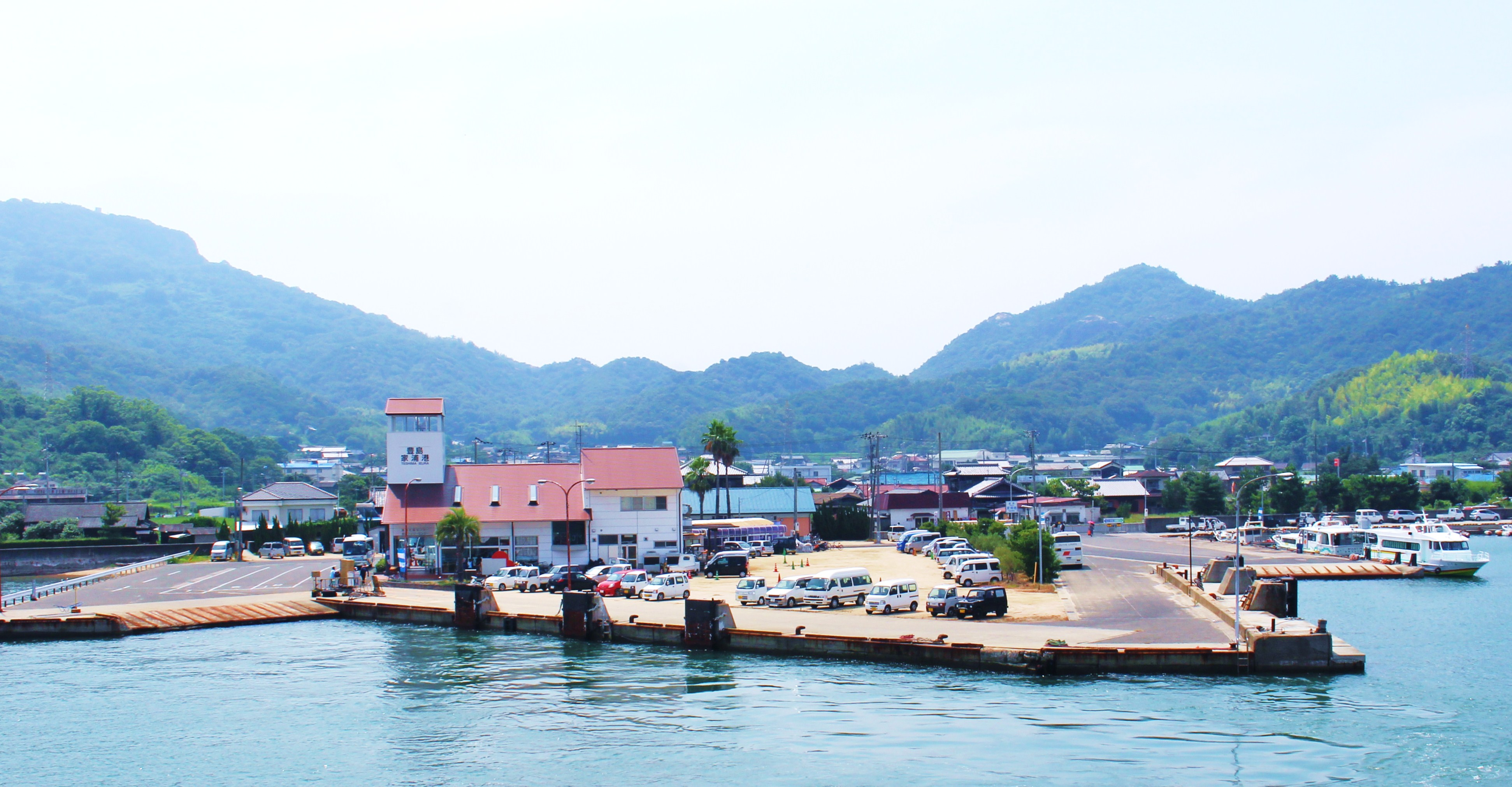
フェリーから見た家浦港
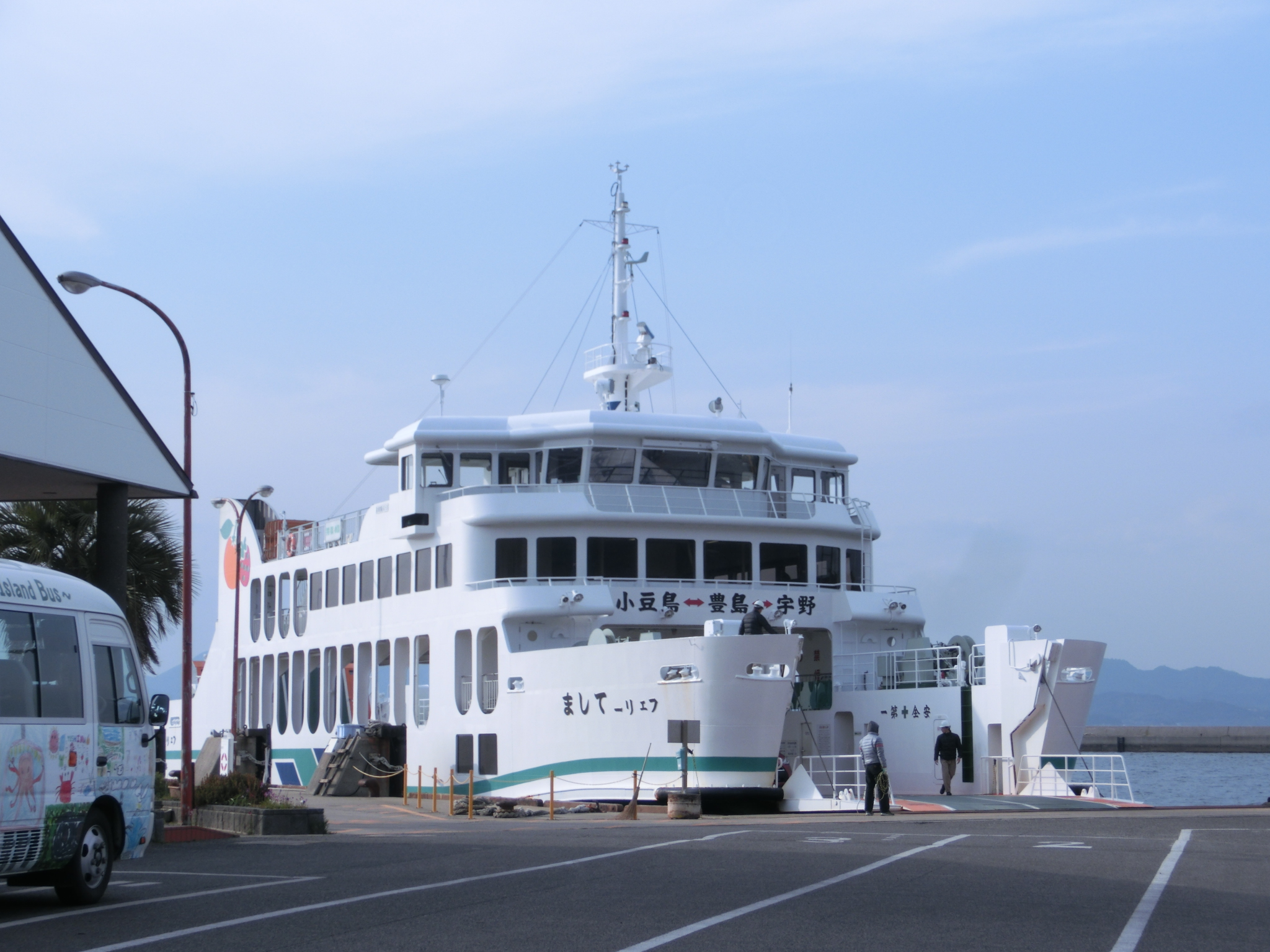
家浦港のフェリー
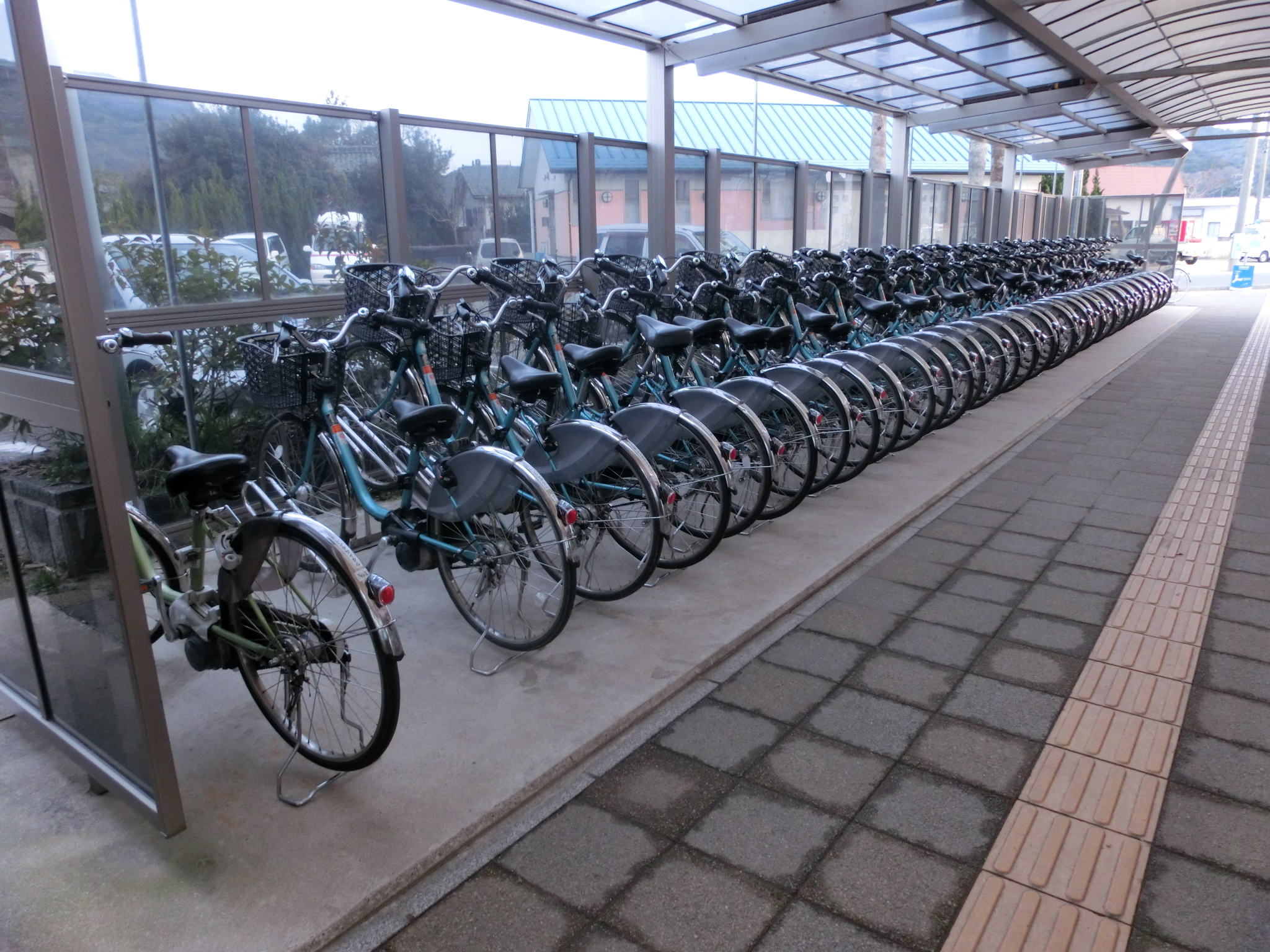
家浦港のレンタル電動自転車
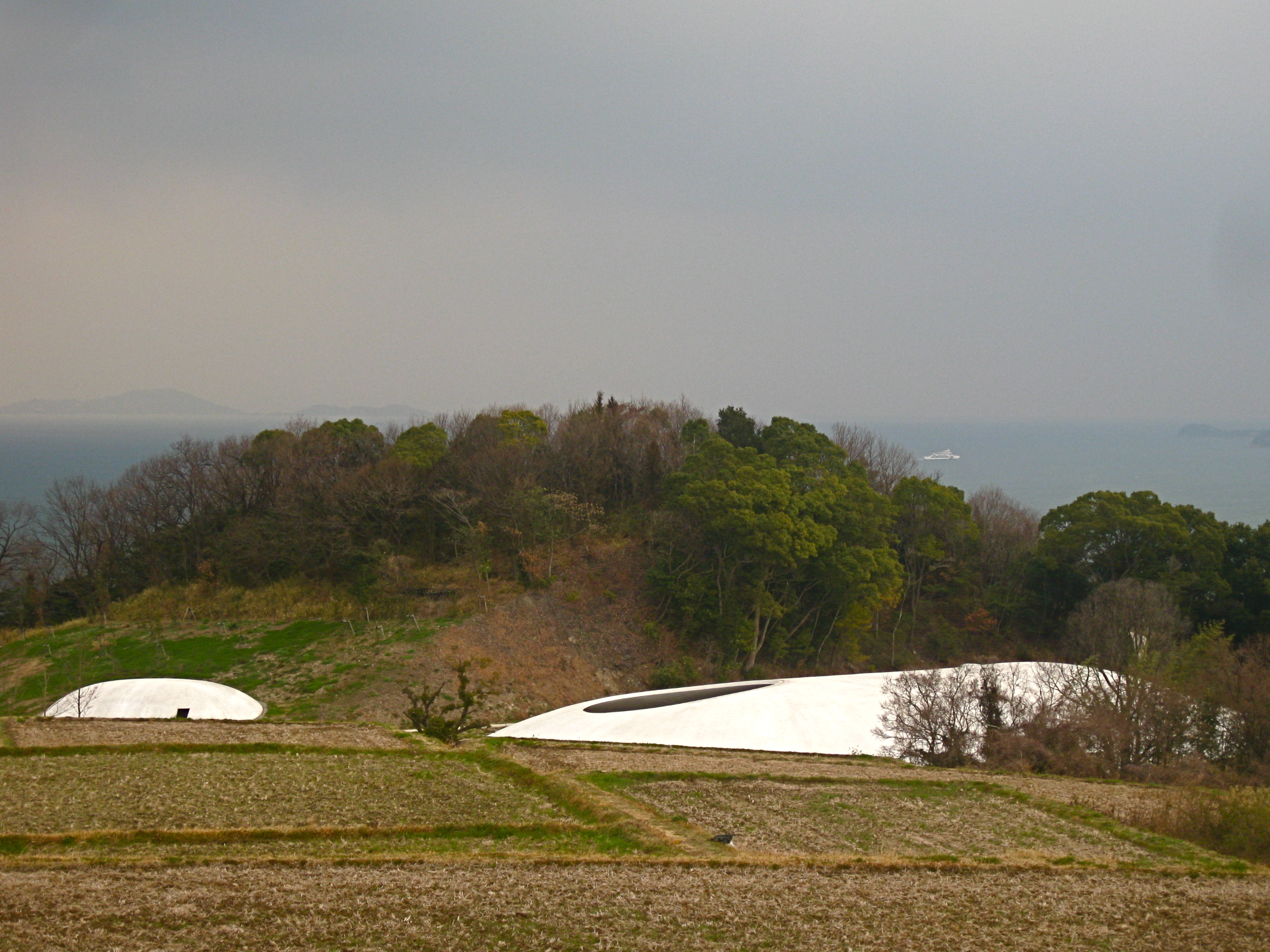
豊島美術館
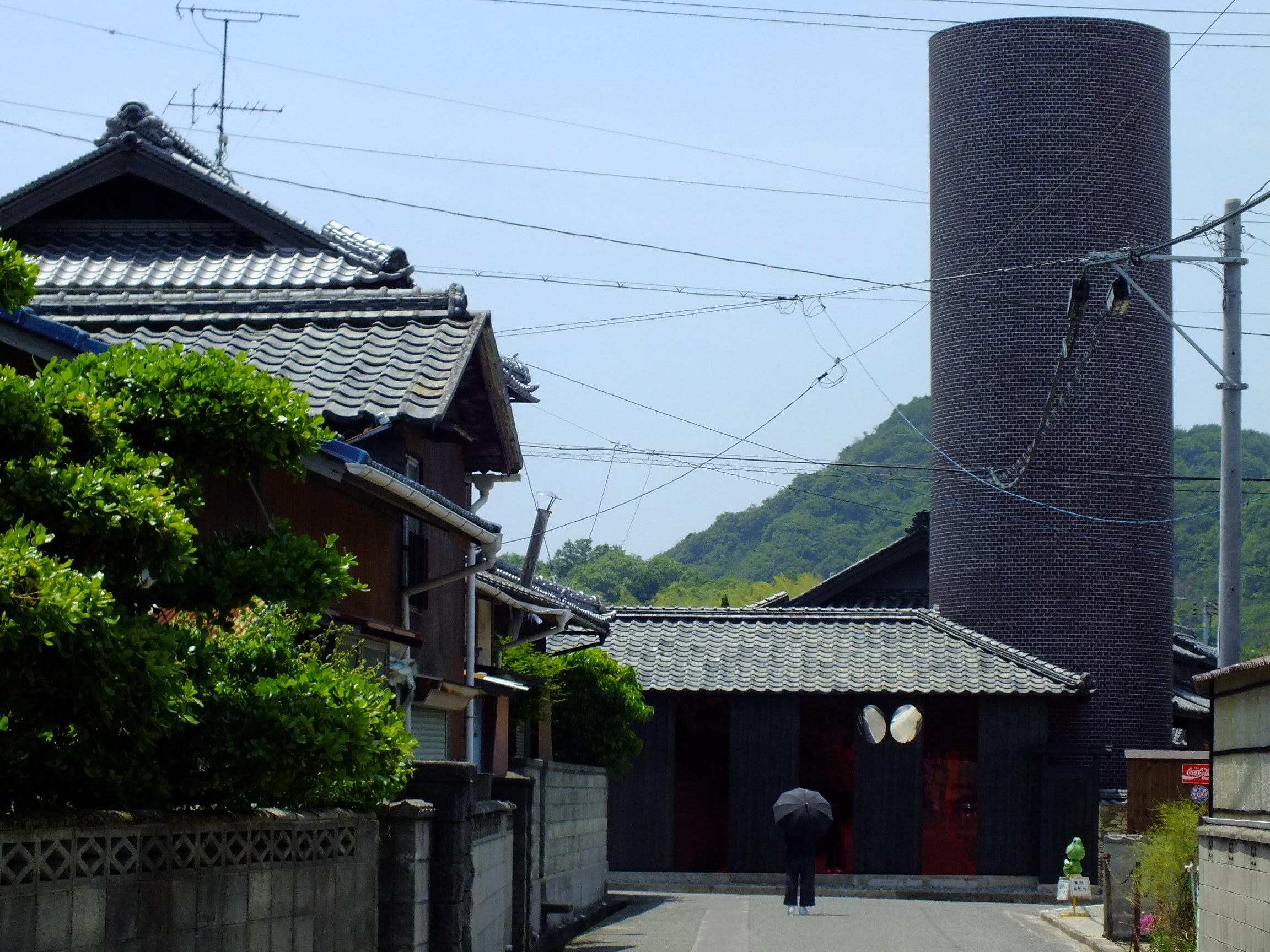
豊島横尾館
- ウミトタ（瀬戸内国際芸術祭の作品であったが、現在は宿泊施設として利用している）
- 檸檬ホテル（瀬戸内国際芸術祭の作品であったが、現在は宿泊施設として利用している）
- 海に飛び込む道[19]
- 檀山頂上
- 檀山岡崎公園展望台
- 家浦八幡神社の豊島石の鳥居（文化財）
- 片山邸大ソテツ（文化財）
- 大師堂の木造観音菩薩像（文化財）
- 豊峰権現スダジイの森
- 豊島石の大丁場
- 唐櫃の清水

- フェリーから見た家浦港
- 家浦港のフェリー
- 家浦港のレンタル電動自転車
- 豊島美術館
- 豊島横尾館

- 棚田米
- イチゴ
- 蜜柑
- レモン
- オリーブ
- そうめん
- 海苔

## イベント
- 瀬戸内国際芸術祭　豊島は、2010年、2013年、2016年、2019年に開催された瀬戸内国際芸術祭の展示会場になっている。また開催時期以外にも瀬戸内国際芸術祭に出展された作品を継続展示するとともに、季節に応じて様々なイベントが行われている。豊島会場への総来訪者数は2010年175,393人[20]、2013年130,123人[21]、2016年154,713人[22]、2019年143,373人[23]と有数の大規模イベントとなっている。

## 瀬戸内国際芸術祭　豊島での主な展示作品
- 豊島愛ランドスケープ（te01）垣内光司 撤去済
- 豊島横尾館（te02-B）横尾忠則・永山祐子
- 針工場（te03-B）大竹伸朗
- ウミトタ（te04）皆川明・緒方慎一郎
- 豊島シーウォールハウス（te05）アンリ・サラ 展示終了
- コロガル公園in豊島©山口情報芸術センター（te06）井筒耕平・会田大也 展示終了
- トムナフーリ（te07-B）森万里子
- 空の粒子/唐櫃（te08）青木野枝
- あなたの最初の色（私の頭の中の解-私の胃の中の溶液）（te09）ピピロッティ・リスト
- 島キッチン（te10）安部良
- ストーム・ハウス（te11-B）ジャネット・カーディフ＆ショージ・ビュレス・ミラー
- ささやきの森（te12-B）クリスチャン・ボルタンスキー
- 豊島美術館 母型（te13-B）内藤礼・西沢立衛
- 勝者はいない─マルチ・バスケットボール（te14）イオベット＆ボンズ
- 心臓音のアーカイブ（te15-B）クリスチャン・ボルタンスキー
- 豊島八百万ラボ 運命の赤い糸をつむぐ蚕ーたまきの恋（te16-B）スプツニ子！・成瀬友梨、猪熊純 閉館
- 遠い記憶（te17）塩田千春＋田根剛 撤去済

## 豊島事件（産廃不法投棄）
豊島総合観光開発（豊島開発）が1975年から16年間にわたり、豊島の西端の海岸近くに産業廃棄物を大量に不法投棄して問題となった。
1990年に発覚し、当時は戦後最大級の不法投棄事件と言われた。これを受け、翌1991年には廃棄物処理施設の設置が届出制から許可制となるなど規制が強化されたが、1999年に発覚し国内最大規模と言われた青森県・岩手県境の不法投棄事件を防ぐことができなかった。

### 背景

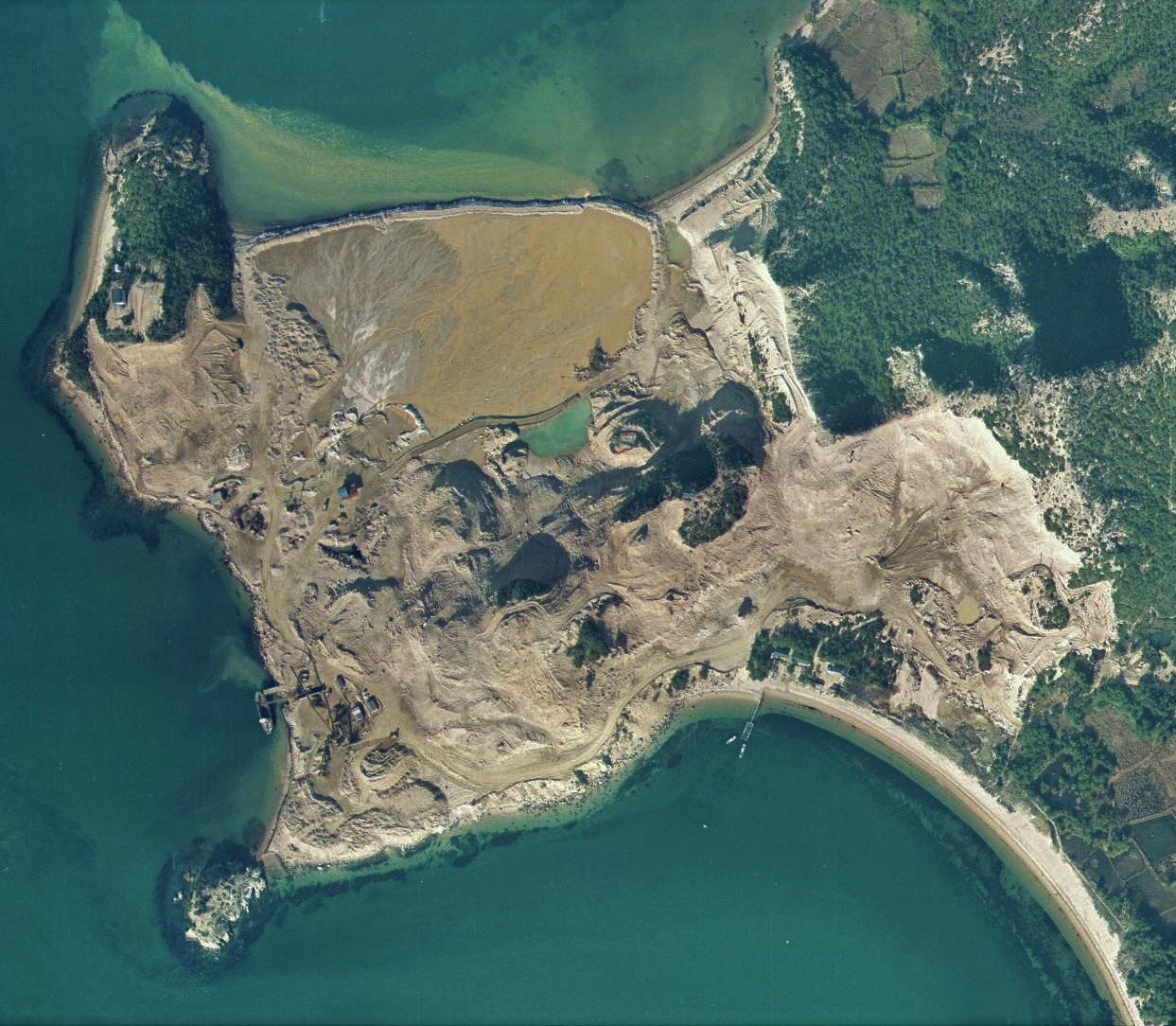
不法投棄事件の現場（1974年撮影）。
まだ処分場の許可は降りておらず、産廃の持ち込みは開始されていない。元々は土砂採取を行った跡地であった。

豊島開発の実質的経営者は父親の代より豊島に移住し、豊島家浦字水ケ浦に28.5ヘクタールの土地を所有していた。1975年12月に豊島開発は香川県に対して有害廃棄物処理場建設の申請を行った。豊島の住民はただちに反対運動を開始し、1976年に豊島住民1425名の反対署名を香川県へ提出している。1977年に住民らは「廃棄物持込絶対反対豊島住民会議」を結成、3月4日には豊島住民515名が香川県庁へデモに押しかけ、6月28日には豊島住民が高松地方裁判所に処分場建設差し止め裁判申立を行うなど、激しい反対運動を展開した。処分場予定地に通じる道路に杭を打ち、道路を封鎖するなどの実力行使も行われた。これら反対運動に激昂した経営者は、住民を脅したり暴行傷害事件を起こしたりして逮捕された。
経営者逮捕によって旗色が悪くなった豊島開発は、廃棄物処理場建設の名目を「ミミズ養殖による土壌改良剤化処分業のための汚泥処理」に変更する。1978年2月1日、香川県知事（当時）の前川忠夫は、先の処分場建設差し止め裁判の結論を待たずに、ミミズ養殖による土壌改良剤化処分業のための汚泥処理に限定して処分場建設を許可した（廃棄物の処理及び清掃に関する法律の一四条一項）。前川は「迷える子羊も救う必要がある。事業者は住民の反対に遭い生活に困っている。要件を整えて事業を行えば安全であり問題はない。それでも反対するのであれば住民エゴであり事業者いじめである。豊島の海は青く空気はきれいだが、住民の心は灰色だ」と述べて、処分場の計画に反対する住民を非難し、処分場を許可する方針を貫いた。同年10月19日、「産業廃棄物を豊島に持ち込まない」「豊島の環境を悪化させない」等の条項を定めた高松地裁での処分場建設差し止め裁判の和解が豊島開発との間に成立した。豊島開発が許可された事業内容は、汚泥（製紙汚泥及び食品汚泥）、木屑及び家畜の糞の収集運搬業及びミミズによる土壌改良剤化処分業であった。

### 産廃の持ち込み

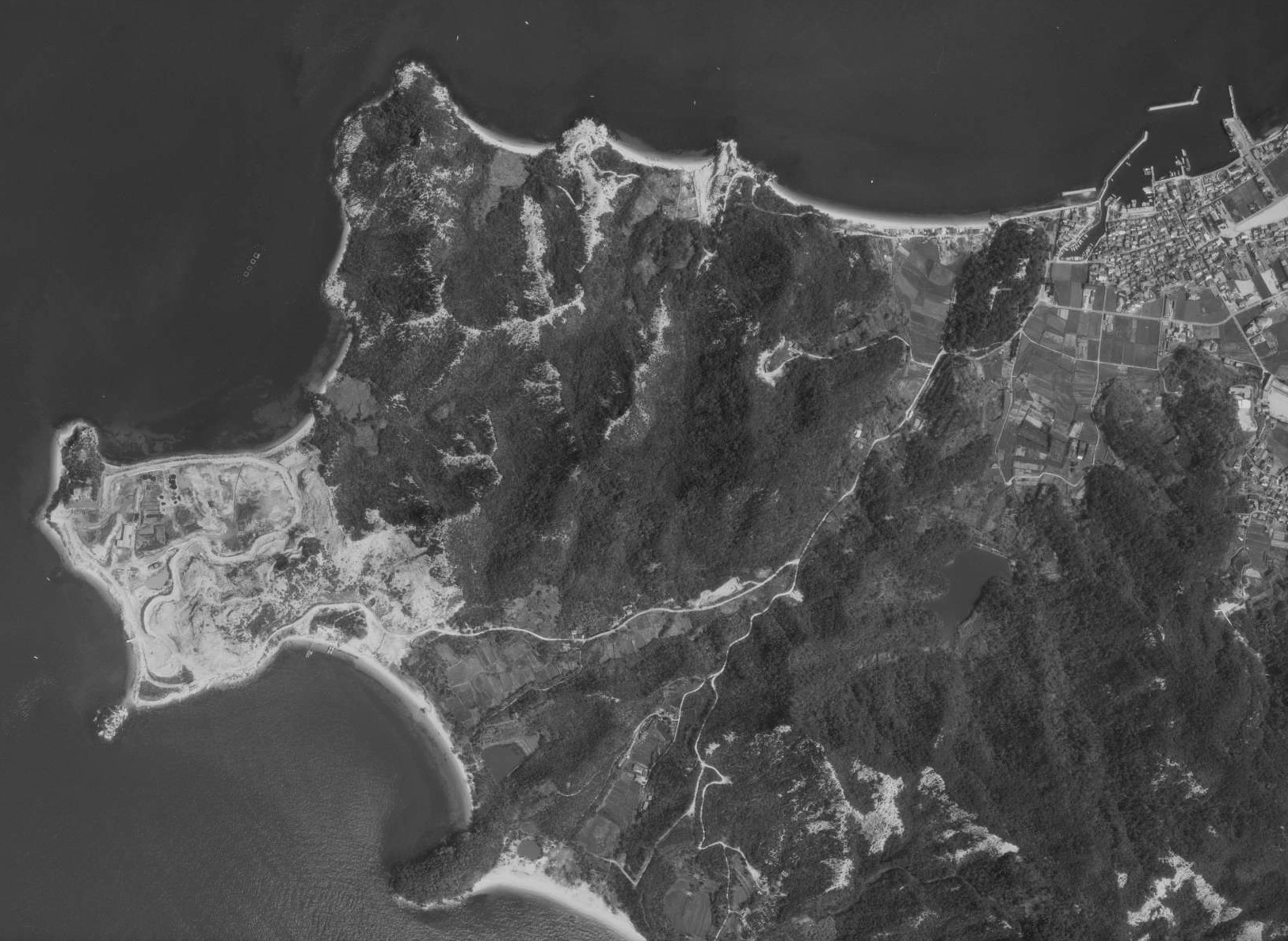
写真左端が産廃廃棄現場（東京ドーム6個分の面積）。写真右上には家浦の集落と港が見える。港から写真中央を斜めに走る未舗装の狭い山道を、10トンダンプが往復して産廃を運び込んだ。

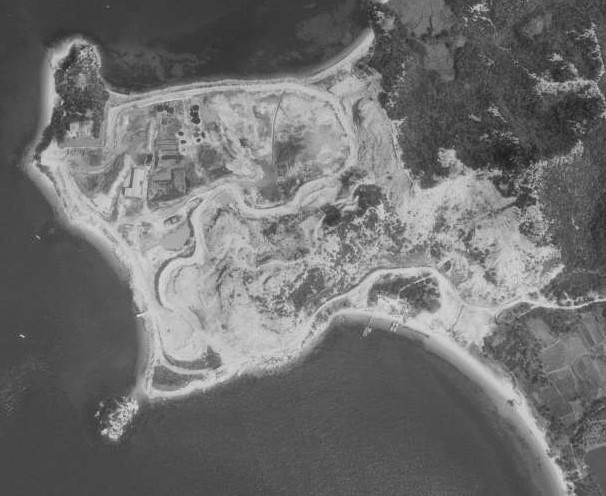
敷地の全景。

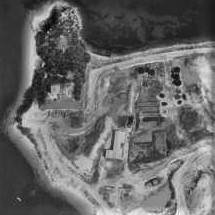
敷地の西端の拡大。いくつかの建屋が見える

豊島開発は、許可を得た直後より豊島の西端の22ヘクタールの土地に廃タイヤを敷地内に持ち込み野焼きするようになる。1980年（昭和55年）頃からは、廃プラスチック、紙くず、金属くずの混合物であるラガーロープ、廃油を持ち込むようになり、埋設や野焼きをするようになる。1983年（昭和58年）頃からは、自動車解体で発生する廃プラスチック類であるシュレッダーダスト、ラガーロープ、廃油及び汚泥等の様々な有害廃棄物を大量に搬入し、同所でラガーロープやシュレッダーダストに廃油をかけて野焼きしたり、埋め立てたりするようになる。豊島への産廃の持ち込みは秘密裏に行われたものではなく、定期航路のフェリーに産廃を満載したダンプカーやタンクローリーを乗船させて豊島の家浦港から上陸し、狭い島内の道路を産廃をまき散らしながらの持ち込みであった。使用された搬入車両は7台から8台あり、これらが島内の狭小路を一日に何十回と往復させた。1984年（昭和59年）頃からは廃棄物を運搬するための自社フェリー（備讃海域の中古船を入手して改造したもの）を就航させ、このフェリーに積載された産業廃棄物500トンを豊島家浦港で10トンダンプカーに積み替えて運搬するようになる。
これらの搬入作業によって定期フェリー内部は汚染され、港や道路に産業廃棄物を落下飛散させ、産業廃棄物から発生する悪臭を撒き散らされ、騒音及び振動並びに歩行者の通行が危険な状態が発生した。住民は香川県に対して事業者の違法行為を通告し、廃棄物の持ち込み中止と指導監督要請を繰り返したが、香川県は中止命令を出さなかった。1984年4月、住民は香川県に対して公開質問状を提出する。また香川県は118回の立ち入り検査を実施するも、廃棄物処理ではなく金属回収事業であり違法性はないという見解を示した。立ち入り検査に来た県職員は豊島開発に対して違法な廃棄物処理を止めるように指導するどころか、それを知りながら逆に「法の抜け穴」を豊島開発に指南していたことが兵庫県警の刑事公判記録に記載されている。
1987年頃には野焼きによる黒煙や煤が風向きによっては島全体を覆い、激しい悪臭を放つとともに島内に喘息患者が多発するようになる。持ち込まれた廃棄物は豊島開発の敷地から溢れ、近隣の他の地権者の敷地にまで及んだ。廃棄物の大半はシュレッダーダストであり、地中に地層状に厚く広範囲に埋設された。豊島は「ゴミの島」「毒の島」として全国的に知られるようになり、風評被害によって豊島を訪れる釣り客、観光客などが激減したほか、地場産業であるミカン栽培やノリ養殖では「豊島」の名称を冠して生産物を販売できなくなり、ハマチ養殖は廃業せざるを得なくなった。産廃場を認可した前川忠夫は1986年に県知事を退職し、平井城一が知事を引き継いだが、結局香川県は豊島開発を野放しにし、対応することはなかった。

### 摘発
1990年11月16日に兵庫県警が廃棄物処理法違反容疑で豊島開発を強制捜査する。この問題は、山陽放送がスクープとして報道した。その後も豊島の住民を取材し、豊島総合観光開発の違法な産廃処分を黙認してきた香川県側の姿勢を追及した。香川県の幹部は、兵庫県警が強制捜査を行ってから初めて現地視察を行う有様だった。同年12月、香川県は豊島開発の処理業許可を取り消しするとともに、法的に問題ないという見解を不法処分だったと改め、豊島開発に廃棄物を撤去するよう措置命令を出した。香川県の調査では、現場の地中から環境基準の数十倍から数百倍の水銀、ヒ素、PCB、鉛、ダイオキシンなどが検出され、地下水の汚染や海洋汚染が懸念された。

### 裁判

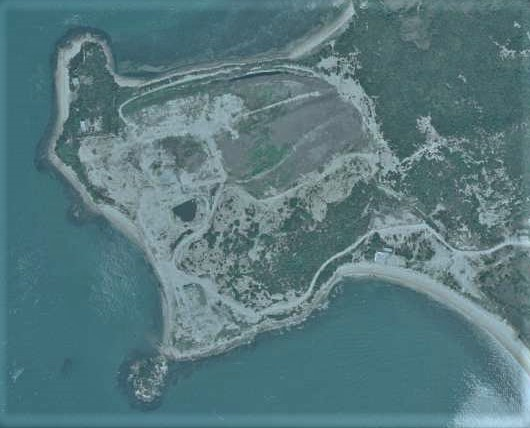
1995年の撮影。産廃の持ち込みは停止したが、本格的な撤去は開始されていない状態。

1991年7月18日、神戸地方裁判所姫路支部において、豊島開発が罰金50万円、経営者が懲役10月（執行猶予5年）の判決を受ける。高松地裁での裁判では、豊島開発の実質的な経営者は「シュレッダーダストは金属回収を目的として買い取っていたものであり産業廃棄物には該当しない」と抗弁したが、高松地裁は「シュレッダーダストに含まれる金属成分は0.8-7.3％に過ぎず、回収可能な金額は微々たるもので実質的には産業廃棄物である。豊島開発は形式上はシュレッダーダストを買い取る形を偽装しているが、別に業者に回収費用を請求しており、業務実態は産業廃棄物の回収業であった」と判断し、豊島開発側の主張は「脱法の口実」に過ぎないとし、また数々の偽装工作を重ねていたことを指摘した。
また豊島開発は、1978年の住民側と豊島開発との間で結ばれた和解条項には「産業廃棄物の除去」に関する具体的な記載が存在しないため、和解条項の解釈上廃棄物の除去義務は発生しないと主張したが、これについても「1978年の和解条項を一般的に解釈すれば、産業廃棄物を持ち込まないという趣旨は明らかであり、持ち込まれた産廃の撤去義務を負うと判断するのが妥当」と判断した。また、汚染された土壌や、大気汚染、水質汚染、住民の精神的苦痛や風評被害についてもその責任を否認したが、これら主張も裁判所は否定した。
1997年に豊島総合観光開発は破産し、豊島に不法投棄された産廃は税金で処理されることになる。

### 香川県との軋轢
豊島開発が摘発された後も、住民側と香川県側は事後処理や責任問題についての争いが以後7年間続いた。香川県の姿勢に不信感を強めた住民側は1993年11月11日に、産廃の撤去と住民一人当たり50万円の慰謝料を香川県と排出業者と豊島開発に求めて国の公害調停申立を行う。これに対して香川県は「産廃の量は膨大で撤去は困難である。また香川県には責任はない」という態度で臨んだ。また排出業者は、処分を依頼した業者がどう産廃を処分するかは責任外とし、当の豊島開発は撤去に応じる姿勢を示さなかった。
こうした香川県の対応に憤慨した住民は、香川県庁前で「立ちんぼ」による抗議活動を1992年12月20日から1994年5月31日まで続けた。ようやく1994年になって、公害等調整委員会は2億3600万円をかけて本格的な実地調査を行った。その結果、豊島に投棄された廃棄物は約56万トンと推定され、7つの処理案が提示された。費用は処理案によって違うが、61億円から191億円が必要とされ、年月も2年から10年かかるとされた。
1996年6月、公害等調整委員会は「香川県の誤った監督指導体制が、事態をここまで悪化させた要因である」と指摘し、香川県の責任を認めるとともに自治体として踏み込んだ対応をするように求めた。こうして香川県の姿勢が変わったのは1997年1月になってからである。その背景には、処理費用に対して当時の内閣総理大臣橋本龍太郎がその半額を国から援助するという判断があったからだとされる。これにより費用負担を拒否してきた香川県は、ようやく残り半分の処理費用を負担する判断を下す。
1997年4月には「住民が長期にわたり、不安と苦痛を受けた」という文章を盛り込んだ中間合意案が公害等調整委員会によって作成されたが、香川県が「不安と苦痛」という部分に難色を示し削除を求めたため、1か月後に公開された文章では該当部分が削除された。それを知った豊島の住民は改めて香川県の対応に落胆することになる。この中間合意案では、県が責任を認めやすいように、住民側が県に対する賠償を放棄した背景があった。香川県はこの合意案を受諾する方針を表明したが、住民側は「県の責任が明確にされていない」などとして合意案の変更を公害等調整委員会に迫ったが、委員会が応じることは無かった。このため住民側は、期限切れで中間合意をまとめることが不可能になることを恐れ、この合意案を不本意ながら受け入れ、香川県の責任については別の運動で追及していく方針とした。中間合意後も香川県は住民への謝罪を拒み、謝罪を求める住民との間で調停は再び膠着状態となった。
1998年9月、前川忠夫に続いて知事に就任していた平井城一が退き、真鍋武紀が知事に就任した。真鍋は当選前から、県の謝罪表明には「検討の上で対応する」と慎重な姿勢をとっていた。当選後の1998年10月の代表質問でも「中間合意で香川県は既に遺憾の意を表明している」と述べて、既に謝罪済みで解決しているという見解を表明した。
1999年12月12日、総理府で行われた1年半ぶりの調停では、真鍋知事は改めて住民らの謝罪要求には応じないと回答し、産廃処理に必要な工事の着手には、公害等調整委員会の最終的な合意が不可欠であり、最終合意なしに工事には着手しない考えを表明した（技術委員会は、現場での海洋汚染の可能性もあり、一刻も早い工事着手を県に求めていた）。
2000年、香川県の担当職員の処分が行われ、真鍋知事が豊島を訪れ住民に謝罪した。開催された調停の回数は2000年までに37回を数えた。

### 産廃の処分

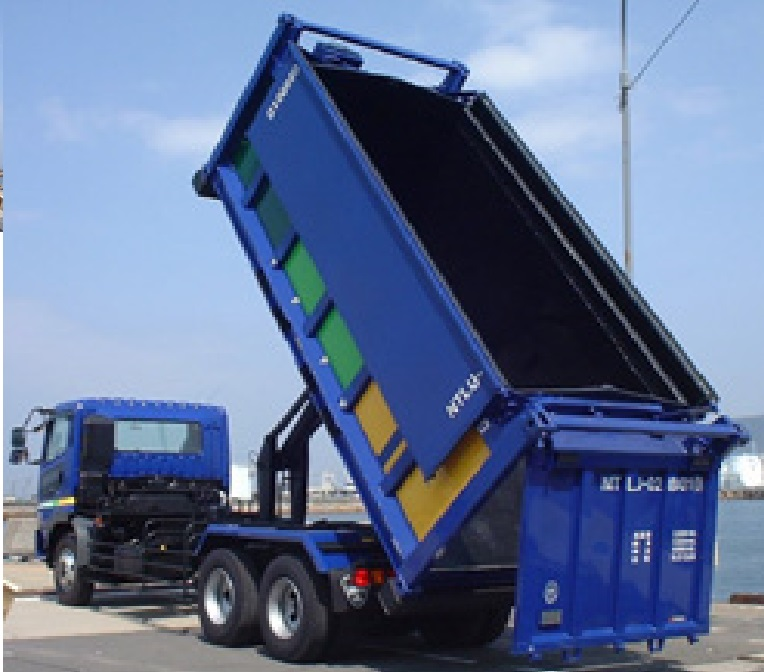
産業廃棄物を豊島の廃棄現場より直島の処理施設へ輸送する専用の特殊コンテナ

豊島の産廃は、当初豊島の現場の海岸線を補強したうえで、現地に処分プラントを建設して1200度で焼却処分する方針であったが、最終的に香川県直島にある三菱マテリアルの施設へ移送し、14年間にわたり処理され続けた。これは直島の同事業所が直島町の基幹産業であったものの、日本国内における銅の慢性的な供給過剰等によって事業廃止の可否を含めて検討中の状態にあったことが関係している。つまり、従来の銅の回収事業の代わりに、豊島の廃棄物からの金属回収を新事業として手掛けることになった。
処理の具体的な方法の検討のため「学識経験者からなる技術検討委員会」が設置され検討された結果、直島に中間処理施設を建設し、豊島から掘り出した廃棄物を海上輸送して処理する事業計画を直島町議会に提案した。直島町長は1999年9月、公害が無い状態で処理されるなら町の活性化に繋がるとして、この提案の受け入れを表明した。
こうして2003年（平成15年）から、ようやく直島での処理が開始された。月平均5000トンの産廃が焼却処理され、残ったスラグから有価金属の回収と有害金属の除去が行われ、最終的に残ったスラグは香川県内の公共工事で使用されるコンクリートの骨材として利用された。回収される有価金属は、金、銀、銅、鉄、アルミニウムなどで、その他に石膏（セメント原料）、濃硫酸（焼却ガス中の硫黄酸化物より回収）なども回収された。これらの売却益は香川県に納付され、県の処理事業の一部に充当された。
豊島の不法投棄現場では一般市民の立入が禁止され、重機による産廃の掘り出しと、直島に産廃を移送するための梱包作業が2017年3月まで行われていた。移送は高気密性の専用海上コンテナと、これを積載して輸送するダンプカーを直島まで海上輸送するためのフェリータイプの廃棄物専用輸送船を使って行われた。
産廃物の量は、香川県が2017年1月に88万8千トンとする最終的な推計値を発表した。しかし搬出期限が迫る中、その後の精密測量調査で次々と新たな産廃が発掘され、最終的な産廃量は当初の推定50万トンを大きく上回る91万2373トン、体積61万6525立方メートルにも達し、当時国内最大級の不法投棄事件となった。2017年3月末までに費やされた公費は約727億円にも及んだ。撤去量が当初の推定よりも増えた一因は、産廃から漏れ出たベンゼンなどにより汚染された土壌も除去したためであり、それでもなお地下水の汚染問題が残っている。その後、公害調停に基づく撤去事業の期限（2017年3月末）後の2018年にも、深く埋められていたなどの理由で未発見だった廃棄物300トンが新たに発見されている。
2020年時点で、不法投棄跡地は土がむき出しの状態になっており、汚染地下水が海に漏れ出すのを防ぐ遮水壁が地中に設置されている。住民会議は2019年10月、遮水壁を撤去して自然の力で海岸の環境を修復することを求める要望書を香川県へ提出した。専門家によるフォローアップ委員会（委員長・早稲田大学名誉教授永田勝也）は2021年8月19日、地下水浄化のめどがついたとして浄化施設を2023年3月で停止する案を了承したが、その後も汚染水を池に貯めるなど作業は続く見通しで「廃棄物対策豊島住民会議」も監視継続を求めている。
その後、2021年10月17日に香川県と住民側との間で開かれた「豊島廃棄物処理協議会」で、地下水の有害物質濃度が概ね排水基準を満たしていることと、日本政府からの財政支援が2021年度末に期限を迎えることなどから、県側が住民に対し2022年度末での産廃処理事業の終了を提案し、住民側も了承したことで、処理事業の終了が事実上決定した。
2017年7月22日からサンポートホール高松で、「豊かな島よみがえれ　産業廃棄物不法投棄と闘った豊島の42年展」が開催された。
産廃処理後の跡地に残された、豊島開発の事務所だった2階建ての古い建物を使用し、反対運動を続けた住民らが手作りで「豊島のこころ、資料館」（豊島住民資料館）を開き、不法投棄問題の資料展示を行っている。
2023年3月10日に投棄現場の整地作業が完了、解決まで長期間かかった本問題は一区切りとなった。

## 豊島廃棄物等処理事業等（関連資料）
| 豊島産廃輸送専用コンテナ積載ダンプトラック一覧表 |                         |                                  |                   |          |
| 車番号                                           | 所属地                  | コンテナ本体番号 ※青字は該当画像 | シンボル 車体記号 | 備考事項 |
| 01                                               | 豊 島 地 区 所 属 車 両 | NTLU-010001(0)                   | 【 Ａ 】          |          |
| 02                                               | 豊 島 地 区 所 属 車 両 | NTLU-010002(6)                   | 【 Ｂ 】          |          |
| 03                                               | 豊 島 地 区 所 属 車 両 | NTLU-010003(1)                   | 【 Ｃ 】          |          |
| 04                                               | 豊 島 地 区 所 属 車 両 | NTLU-010004(7)                   | 【 Ｄ 】          |          |
| 05                                               | 豊 島 地 区 所 属 車 両 | NTLU-010005(2)                   | 【 Ｅ 】          |          |
| 06                                               | 豊 島 地 区 所 属 車 両 | NTLU-010006(8)                   | 【 Ｆ 】          |          |
| 07                                               | 豊 島 地 区 所 属 車 両 | NTLU-010007(3)                   | 【 Ｇ 】          |          |
| 08                                               | 豊 島 地 区 所 属 車 両 | NTLU-010008(9)                   | 【 Ｈ 】          |          |
| 09                                               | 豊 島 地 区 所 属 車 両 | NTLU-010009(4)                   | 【 Ｉ 】          |          |
| 10                                               | 豊 島 地 区 所 属 車 両 | NTLU-010010(8)                   | 【 Ｊ 】          |          |
| 11                                               | 豊 島 地 区 所 属 車 両 | NTLU-010011(3)                   | 【 Ｋ 】          |          |
| 12                                               | 豊 島 地 区 所 属 車 両 | NTLU-010012(9)                   | 【 Ｌ 】          |          |
| 13                                               | 豊 島 地 区 所 属 車 両 | NTLU-010013(4)                   | 【 Ｍ 】          |          |
| 14                                               | 豊 島 地 区 所 属 車 両 | NTLU-010014(0)                   | 【 Ｎ 】          |          |
| 15                                               | 豊 島 地 区 所 属 車 両 | NTLU-010015(5)                   | 【 Ｏ 】          |          |
| 16                                               | 豊 島 地 区 所 属 車 両 | NTLU-010016(0)                   | 【 Ｐ 】          |          |
| 17                                               | 豊 島 地 区 所 属 車 両 | NTLU-010017(6)                   | 【 Ｑ 】          |          |
| 18                                               | 豊 島 地 区 所 属 車 両 | NTLU-010018(1)                   | 【 Ｒ 】          |          |
| 37                                               | 豊 島 地 区 所 属 車 両 | NTLU-010019(7)                   | 【 Ｓ 】          | ※予備車  |
| 19                                               | 直 島 地 区 所 属 車 両 | NTLU-020001(0)                   | 【 １ 】          |          |
| 20                                               | 直 島 地 区 所 属 車 両 | NTLU-020002(5)                   | 【 ２ 】          |          |
| 21                                               | 直 島 地 区 所 属 車 両 | NTLU-020003(0)                   | ※【 ３ 】※        |          |
| 22                                               | 直 島 地 区 所 属 車 両 | NTLU-020004(6)                   | 【 ４ 】          |          |
| 23                                               | 直 島 地 区 所 属 車 両 | NTLU-020005(1)                   | 【 ５ 】          |          |
| 24                                               | 直 島 地 区 所 属 車 両 | NTLU-020006(7)                   | 【 ６ 】          |          |
| 25                                               | 直 島 地 区 所 属 車 両 | NTLU-020007(2)                   | 【 ７ 】          |          |
| 26                                               | 直 島 地 区 所 属 車 両 | NTLU-020008(8)                   | 【 ８ 】          |          |
| 27                                               | 直 島 地 区 所 属 車 両 | NTLU-020009(3)                   | 【 ９ 】          |          |
| 28                                               | 直 島 地 区 所 属 車 両 | NTLU-020010(7)                   | ※【 10 】※        |          |
| 29                                               | 直 島 地 区 所 属 車 両 | NTLU-020011(2)                   | 【 11 】          |          |
| 30                                               | 直 島 地 区 所 属 車 両 | NTLU-020012(8)                   | 【 12 】          |          |
| 31                                               | 直 島 地 区 所 属 車 両 | NTLU-020013(3)                   | 【 13 】          |          |
| 32                                               | 直 島 地 区 所 属 車 両 | NTLU-020014(9)                   | 【 14 】          |          |
| ※33※                                             | 直 島 地 区 所 属 車 両 | NTLU-020015(4)                   | 【 15 】          |          |
| 34                                               | 直 島 地 区 所 属 車 両 | NTLU-020016(0)                   | 【 16 】          |          |
| 35                                               | 直 島 地 区 所 属 車 両 | NTLU-020017(5)                   | 【 17 】          |          |
| 36                                               | 直 島 地 区 所 属 車 両 | NTLU-020018(0)                   | 【 18 】          |          |
| 38                                               | 直 島 地 区 所 属 車 両 | NTLU-020019(6)                   | 【 19 】          | ※予備車  |
| 車番号                                           | 所属地                  | コンテナ本体番号 ※青字は該当画像 | シンボル 車体記号 | 備考事項 |

- 車番号……トラック正面のバンパー部分のみに取り付けられている、01 〜 38迄の私有地となる島内のみの専用ナンバープレートであり、一般道は一切走行できない所謂、《 構内専用プレート 》である。
- コンテナ本体番号……コンテナ毎に上部の四面全てに記載されている。
豊島 ⇔ 直島間、8kmの海上輸送及び、両島内の関連施設での輸送等において廃棄物等や汚水が外に漏れないように、 CSC（コンテナ安全条約）に基づくISO（国際標準化機構）の基本認証を受けた密閉型コンテナの構造規格に基づき付与されている、アルファベット四文字と七桁の数字の組み合わせによる国際的な管理番号。
- シンボル車体記号……コンテナ毎に両側の二面に、豊島地区所属のコンテには【Ａ】〜【Ｓ】迄の連続19文字、直島地区所属のコンテには【１】〜【19】迄の連続19文字が夫々、シンボルマークとして車体のカラーリングと同調して描かれている。[42][43]

### 年表
- 1975年12月 産業廃棄物業者の豊島総合観光開発が産業廃棄物処理業の許可を香川県に申請する。
- 1978年02月 香川県は、豊島総合観光開発に対して産業廃棄物収集運搬業（汚泥、木くず及び家畜のふん）、処分業（みみずによる土壌改良剤化処分）を許可する。
- 1990年11月 兵庫県警察が豊島総合観光開発を廃棄物の処理及び清掃に関する法律違反容疑で事業場を強制捜査する。
- 1990年12月 香川県は、豊島総合観光開発に対して産業廃棄物処理業の許可を取り消し及び産業廃棄物撤去等の措置命令を行う。
- 1991年01月 兵庫県警が経営者等を逮捕する。
- 1991年07月 神戸地方裁判所姫路支部が豊島総合観光開発と経営者等に有罪判決を下す。罰金50万円、懲役10月（執行猶予5年）。
- 1993年11月 豊島住民が県知事に公害紛争処理法に基づく公害調停を申請する。
- 1993年12月 公害調停の書類が国の公害等調整委員会に移送される。
- 1996年02月 豊島住民が高松地裁に豊島総合観光開発に対して損害賠償を提訴する。
- 1996年08月 菅直人厚生大臣（当時）が現場を視察。問題解決の端緒となった。
- 1996年12月 高松地裁が豊島総合観光開発に対して慰謝料の支払いと、廃棄物の撤去を命じる判決を出す（豊島住民勝訴）。
- 1997年03月 豊島総合観光開発及び経営者に対して破産宣告。
- 1997年12月 一連の報道で山陽放送報道部が中坊公平弁護士とともに第45回菊池寛賞を受賞。
- 2000年06月 公害調停成立。
- 2000年11月 瀬戸内オリーブ基金を設立。
- 2012年03月 豊島の汚染土壌を、滋賀県大津市内の民間業者が施設内で処理する計画が明らかとなり、業者の周辺住民らが、琵琶湖の汚染の恐れがあるとして滋賀県公害審査会に公害調停を申請（記事）。
- 2012年05月 前述の調停に関して、香川県と業者が契約解除で合意し、汚染土壌の県外処理は白紙に（記事）。
- 2017年03月28日 廃棄物撤去完了。産廃量は当初の推定50万tを大きく上回る約91.1万tにも及んだ[44]。
- 2017年06月 無害化処理終了。
- 2023年03月10日 整地作業を完了。

### 産廃特措法適用
特定産業廃棄物に起因する支障の除去等に関する特別措置法（産廃特措法）に基づき、2003年12月9日、不法投棄事案として環境大臣同意。概算費用は281億円。
行政責任として、公害調停の最終合意に際して、廃棄物の認定を誤り原因者（豊島開発）に対する適切な指導監督を怠ったことを認め、申請人を含めた豊島住民に対して知事から直接謝罪した。

### 地域情報
- 豊島観光ナビ
- うどん県旅ねっと
- 香川県の離島について - 香川県Webサイトより

### 島内施設関係
- 特別養護老人ホーム「ナオミ荘」
- 知的障害者更生施設「みくに園」

### アクセス関係
- 小豆島豊島フェリー
- 豊島フェリー
- 四国汽船

### 豊島事件関係
- 豊島・島の学校
- 豊島問題～循環型社会推進課 - 香川県Webサイトより
- 瀬戸内オリーブ基金 - 豊島事件をきっかけに建築家・安藤忠雄と豊島事件弁護団長・中坊公平が呼びかけ人となって設立。瀬戸内海エリアの自然環境保護・再生が目的。事件解説動画製作・公開有
- 総務省Webサイトより
  - 豊島産業廃棄物水質汚濁被害等調停申請事件（平成5年（調）第4号・第5号・平成8年（調）第3号事件） - 公害等調整委員会Webサイト内
  - 元公害等調整委員会審査官が語る「豊島 産業廃棄物不法投棄事件」
- 関係映像作品
  - 特集豊島産廃を語り継ぐ《2013/11/14》 - KSB瀬戸内海放送YouTube内公式アカウントより
  - 産廃の撤去完了　豊島事件の教訓を考える《2017/03/28》 - KSB瀬戸内海放送YouTube内公式アカウントより
  - ストーリー：安岐正三　豊かな島 取り返す《2017年06月25日公開(新聞)》 - 毎日新聞YouTube内公式アカウントより
  - 【特集】香川・豊島の2019年　産廃・太陽光問題…豊かな島を守る住民の闘い《2019/12/19》 - KSB瀬戸内海放送YouTube内公式アカウントより
  - ”豊かな島”を取り戻す 豊島の原状回復へ地道な取り組み 思いは次の世代へ…《2022/03/25》 - 「RSKイブニングニュース」〔RSK山陽放送(RSKテレビ)〕YouTube公式チャンネルより
  - 「豊島といわず『ゴミの島』と呼ばれていた」国内最大級の産廃不法投棄事件　半世紀近くに及ぶ豊島の闘いが大きな区切《2023/01/07》 - 「RSKイブニングニュース」〔RSK山陽放送(RSKテレビ)〕YouTube公式チャンネルより

### その他
- 豊島｜島・会場 - 瀬戸内国際芸術祭Webサイトより